# Mehgaon
Mehgaon is een nagar panchayat (plaats) in het district Bhind van de Indiase staat Madhya Pradesh. 

## Demografie
Volgens de Indiase volkstelling van 2001 wonen er 14.736 mensen in Mehgaon, waarvan 54% mannelijk en 46% vrouwelijk is. De plaats heeft een alfabetiseringsgraad van 63%. 